# Venacsa bicostalis
Venacsa bicostalis är en insektsart som beskrevs av Tim R. New 1984. Venacsa bicostalis ingår i släktet Venacsa och familjen fjärilsländor. Inga underarter finns listade i Catalogue of Life.